# Gastrotheca christiani
Gastrotheca christiani é uma espécie de anfíbio da família Hemiphractidae.
É endémica da Argentina.
Os seus habitats naturais são: florestas subtropicais ou tropicais húmidas de baixa altitude e áreas rochosas.
Está ameaçada por perda de habitat.